# Брідок (Чернівецький район)
Брідо́к — село в Україні, у Вікнянській сільській громаді Чернівецького району Чернівецької області.

## Населення
За переписом 1900 року було 1094 га угідь (з них 988 га оподатковуваних: 838 га ріллі, 49 га лук, 32 га садів, 69 га пасовищ і 33 га лісу), селяни мали 1091 га землі. Були 394 будинки (388 в селі і 6 на хуторі Кузла), православна парафіяльна церква, п'ятикласова народна школа, позичкова каса, акушерка, поштова скринька; проживали 1611 осіб (10 грекокатоликів, 9 римокатоликів, 1555 православних і 37 юдеїв; 1571 українець і 35 «німців», якими записувались євреї), були 162 коні, 367 голів великої рогатої худоби, 123 вівці та 657 свиней. Фільваркові землі займали 3 га, на яких був 1 будинок, у якому проживали 7 мешканців (1 римокатолик, 2 грекокатолики і 4 православні; усі 7 — українці), не було жодної худоби.

### Перепис населення Румунії 1930
Національний склад населення за даними перепису 1930 року у Румунії:
| Національність | Кількість осіб | Відсоток |
| -------------- | -------------- | -------- |
| українці       | 1000           | 95,69 %  |
| румуни         | 21             | 2,01 %   |
| євреї          | 14             | 1,34 %   |
| поляки         | 6              | 0,57 %   |
| угорці         | 2              | 0,19 %   |
| німці          | 1              | 0,10 %   |
| болгари        | 1              | 0,10 %   |

Мовний склад населення за даними перепису 1930 року:
| Мова       | Кількість осіб | Відсоток |
| ---------- | -------------- | -------- |
| українська | 1005           | 96,17 %  |
| румунська  | 20             | 1,91 %   |
| їдиш       | 14             | 1,34 %   |
| польська   | 3              | 0,29 %   |
| угорська   | 2              | 0,19 %   |
| болгарська | 1              | 0,10 %   |

Згідно з переписом УРСР 1989 року чисельність наявного населення села становила 584 особи, з яких 245 чоловіків та 339 жінок.
За переписом населення України 2001 року в селі мешкали 473 особи.

### Мова
Розподіл населення за рідною мовою за даними перепису 2001 року:
| Мова       | Відсоток |
| ---------- | -------- |
| українська | 98,53 %  |
| російська  | 1,47 %   |

## Відомі люди
- Бейко Іван Васильович (нар.1937) — вчений у галузі інформатики, доктор технічних наук.
- Ілюк Юрій Іванович (нар.1937) — завідувач нейрохірургічним відділенням в Київському обласномі психіатрично-наркологічному медичному об'єднанні, кандидат медичних наук.
- Терон Георгій Георгійович (нар.13.06.1941) — журналіст. Голова Чернівецької обласної організації НСЖУ. Закінчив філологічний факультет Чернівецького держуніверситету (1967). Працював на комсомольській роботі, у молодіжній газеті Тернопільської області «Ровесник», редактором Чернівецького облтелерадіо, редактором і начальником редакційно-видавничого відділу Чернівецького облполіграфвидаву, головним редактором та генеральним директором Чернівецької облтелерадіокомпанії. Заслужений журналіст України.
- Ілюк Іван Дмитрович (нар. 1937) - директор Фрунзенської гідрометеорологічної обсерваторії, замісник начальника Управління по гідрометеорології і контролю природного середовища Киргизстана (1976-1985).